# 西纳尔
西纳尔（Sinnar），是印度马哈拉施特拉邦Nashik县的一个城镇。总人口31727（2001年）。

## 人口
该地2001年总人口31727人，其中男性16483人，女性15244人；0—6岁人口4741人，其中男2616人，女2125人；识字率70.70%，其中男性为77.10%，女性为63.78%。